# Monclar-sur-Losse
Monclar-sur-Losse är en kommun i departementet Gers i regionen Occitanien i sydvästra Frankrike. Kommunen ligger i kantonen Montesquiou som tillhör arrondissementet Mirande. År 2022 hade Monclar-sur-Losse 111 invånare.

## Befolkningsutveckling
Antalet invånare i kommunen Monclar-sur-Losse
Referens:INSEE